# Jesús María (kommun i Jalisco)
Jesús María är en kommun i Mexiko.   Den ligger i delstaten Jalisco, i den centrala delen av landet, 300 km väster om huvudstaden Mexico City. Antalet invånare är 18 634. Arean är 489 kvadratkilometer.
Terrängen i Jesús María är huvudsakligen kuperad, men åt nordväst är den platt.
Följande samhällen finns i Jesús María:
- Los Robles
- El Capulín de Chávez
- Nazareth
- El Ocote
- Rosales
- Las Pomas
- Loma de San Miguel
- San Miguel de la Unión
- Las Lagunas
- La Gila
- Ciénega de Galvanes
- San José de las Pilas
- El Amarradero